# La Bruguière
La Bruguière är en kommun i departementet Gard i regionen Occitanien i södra Frankrike. Kommunen ligger i kantonen Lussan som tillhör arrondissementet Nîmes. År 2022 hade La Bruguière 331 invånare.

## Befolkningsutveckling
Antalet invånare i kommunen La Bruguière
Referens:INSEE